# Puyehue-Cordón Caulle
Puyehue (/[invalid input: 'icon']puːˈjeɪweɪ/, poo-YAY-way; phát âm tiếng Tây Ban Nha: [puˈʝewe]) Puyehue (/ pu ː jeɪweɪ /, poo-yay chiều; Tây Ban Nha phát âm: [puʝewe]) và Cordon Caulle (/ kaʊjeɪ kɔrdoʊn /, KOR-dohn Kow-yay) là hai miệng phun núi lửa kết tụ tạo thành một khối núi lớn ở vườn quốc gia Puyehue ở phần Andes của tỉnh Ranco, Chile. Trong lĩnh vực núi lửa học, nhóm này có tên là Phức hợp núi lửa Puyehue-Cordon Caulle. Bốn ngọn núi lửa khác nhau tạo thành nhóm phức hợp núi lửa này gồm miệng núi lửa Cordillera Nevada, núi lửa Pliocen Mencheca, khe nứt Caulle và núi lửa tầng Puyehue. Cũng giống với hầu hết các núi lửa tầng ở vùng núi lửa phía nam của dãy Andes, Puyehue và Cordon Caulle nằm dọc theo giao cắt của một phay với phay Liquiñe-Ofqui lớn hơn chạy theo hướng Bắc-Nam. Phức hợp núi lửa này hình thành nên cảnh quan địa phương và tạo ra nhiều loại địa hình núi lửa lớn trong 300.000 năm qua. Nón vật liệu núi lửa, mái vòm dung nham, họng núi lửa và các miệng núi lửa có thể được tìm thấy ở khu vực, cũng như nhiều loại đá núi lửa ở khắp vùng núi lửa phía Nam, Ví dụ như cả hai bazan và rhyolit nguyên sinh. Cordon Caulle là đáng chú ý vì đã phun trào sau trận động đất Valdivia năm 1960, trận động đất lớn nhất ghi nhận trong lịch sử.
Ngoài ra, khu vực Puyehue-Cordon Caulle là một trong những địa điểm chính thăm dò năng lượng địa nhiệt ở Chile.
Hoạt động gần đây tại núi lửa này đã dẫn đến mức báo động cấp 4 (trong 4 cấp) được ban hành ngày 3 tháng 6 năm 2011. Một đợt phun trào bắt đầu vào lúc 16h30 EDT ngày 3 tháng 6. Do kết quả đợt phun trào ngày 4 tháng 6, tro núi lửa đạt đến độ cao 10.000 mét.